# Veerabhadra Reddy
Veerabhadra Reddy (1423-1448) va succeir al seu pare Allada Reddy com a rei de Rajahmundry (Rajamahendravaram). El tron havia de ser per Kumaragiri Reddy II que ja tenia 19 anys però Veerabhadra i el seu germà Allaya Vema Reddy el van derrotar i el primer es va poder imposar com a rei. Els dos germans van seguir la política paterna d'annexió i invasió de Kalinga. No obstant la sobirania dels reis de Kalinga finalment fou reconeguda.
El 1443 determinat a posar fi als atacs dels Reddy el governant Gajapati Kapilendra de Kalinga es va aliar amb els Nayaks Recherles Velames i va iniciar un atac cap al regne Reddy de Rajahmundry. Veerabhadra Reddy va fer aliança amb Vijayanagar, on era rei Devaraya II, i va derrotar a Kapilendra. A la mort de Devaraya II el 1446 el va succeir el seu fill Mallikarjuna Raya que va enfrontar dificultats internes i va cridar a les seves forces que operaven a Rajahmundry. Veerabhadra Reddy va morir el 1448 i el rei Gajapati Kapilendra va aprofitar l'ocasió i va enviar un exèrcit dirigit pel seu fill Hamvira que va ocupar Rajahmundry i es va apoderar del regne Reddy. Posteriorment els Gajapatis van acabar perdent el control de la costa oriental d'Andhra a la mort de Kapilendra i els territoris Reddy van acabar en mans de l'Imperi de Vijayanagar.